# Ángeles de la Plata Martín
Ángeles de la Plata Martín (Granada, 1948) empresaria cooperativista, emprendedora pionera y lideresa feminista dentro del movimiento de la economía social y el cooperativismo en España Es patrona de CajaGranada Fundación.
Es presidenta y gerente de la cooperativa de trabajo Sierra Nevada S. Coop. And., presidenta del Grupo Sierra Nevada y de la Fundación Sierra Nevada. A lo largo de su trayectoria empresarial ha generado más de 500 empleos estables en Andalucía. 
Ocupa cargos de responsabilidad en las organizaciones empresariales de cooperativismo y economía social como FAECTA, AMECOOP y CEPES Andalucía, organizaciones representativas de la CEPES, y forma parte de asociaciones para la defensa e igualdad real y efectiva de los derechos de las mujeres.
En 2013 recibió el Premio Mariana Pineda por la Igualdad entre Mujeres y Hombres, por su capacidad emprendedora en el ámbito laboral, en la primera edición del galardón que otorga el Ayuntamiento de Granada y en 2014 recogió el Premio Meridiana a la mejor iniciativa empresarial del Instituto Andaluz de la Mujer de la Junta de Andalucía.
Desde 2015 forma parte del Patronato de Fundación Caja General de Ahorros de Granada (CajaGranada Fundación).

## Trayectoria formativa

### Comienzos
De extracción humilde y escasos medios familiares, se forma de manera autodidacta y con los años toma conciencia de la importancia de adquirir conocimientos que mejoran sus capacidades naturales.
Desde 1991 amplía de forma constante su formación en dirección y gestión de empresas y en concreto de empresas cooperativas de trabajo. En 2003 realiza el Curso Superior de Dirección de Empresas en Economía Social que organiza CEPES Andalucía, que refuerza académicamente lo aprendido con la práctica y la propia experiencia a lo largo de los años como empresaria cooperativista.

### Formación complementaria
De manera complementaria y constante a lo largo de los años, se forma en diversas disciplinas y habilidades. Completa su formación técnica en perspectiva de género, en violencia de género o en la gestión de recursos para la igualdad de oportunidades, dado que las empresas que dirige a lo largo de su vida están formadas mayoritariamente por trabajadoras y las personas que atienden son mujeres en un porcentaje alto.

## Trayectoria profesional y empresarial
Su carrera profesional comienza como recepcionista en el Colegio Mayor de la Residencia Santa María de Granada, puesto que ocupa entre 1965 y 1975. En 1976 crea Limpiezas Genil S.C.A. de la que es socia fundadora junto a un grupo de mujeres, con el objetivo de normalizar y dignificar el servicio doméstico que realizaban las mujeres en su entorno.
En 1977 es socia fundadora de Sierra Nevada S. Coop. And. Es Presidenta de la cooperativa desde su constitución y desde 1983 es también Gerente de la empresa. Decide, junto al grupo inicial, crear una cooperativa de trabajo por su filosofía empresarial que se enmarca en la economía social, la organización del trabajo de las personas o la transmisión de los propios conocimientos a la sociedad.
Es Presidenta del Grupo Sierra Nevada desde su constitución y coordina la gestión delegada del Consejo Rector. El Grupo ha diversificado sus servicios y está presente en el sector sociosanitario, construcción, limpieza, mantenimiento, energías renovables, formación, cultura, turismo, agricultura.
Es administradora única de las tres empresas de inserción que ha creado: Orientación, Promoción y Desarrollo SL. OPRODE, desde 1996; IRIS Servicios a la Comunidad SLU en 2000 (creada con el objetivo de fomentar la integración social y laboral de colectivos desfavorecidos creando empleo en una actividad respetuosa con el medio ambiente) y Trassa S. Coop. And. en 2004.
La Fundación Sierra Nevada nace en 1996 y desde 2002 desarrolla acciones de intervención social en zonas con necesidades de transformación social de Granada. A través de ella, se ha centrado en la generación de empleo, la inclusión de personas y la defensa del grupo.

## Cooperativismo y Economía Social
Es una lideresa de la economía social y en concreto el cooperativismo de trabajo en Andalucía. Defiende este modelo empresarial entendiendo que “se comparten conocimientos, ilusiones, se genera riqueza, se trabaja en equipo, se crece en todos los sentidos, a veces y con los años, también en volumen” y lo concibe como modelo para generar reparto de riqueza en la sociedad.
Es una defensora de las mujeres dentro de la economía social argumentando que aportan empatía, compromiso, consenso, seriedad, libertad, respeto, claridad, planificación, visión de futuro.

## Compromiso
Su fuerte compromiso con la sociedad en la que vive le ha llevado a desempeñar cargos de responsabilidad en el ámbito empresarial, del cooperativismo y de la economía social desde 1979. Perteneció al Consejo Rector de FECOAN, primera Federación de Cooperativas de Andalucía creada en 1979 para aglutinar el movimiento cooperativo y que en la década de los 90 se fusionó con la FAECTA.
Entre otros, ocupa los siguientes cargos:
- Consejera Consejo Rector de FAECTA[8]
- Consejera Consejo del Sector Sociosanitario de FAECTA
- Representante de CEPES Andalucía en la Asamblea de Caja Granada
- Vicepresidenta de AMECOOP

En 1992 creó la Asociación de Mujeres Nevasicoop junto a un grupo de mujeres, como parte de su filosofía personal y profesional, en su lucha por una igualdad de oportunidades entre mujeres y hombres que sea efectiva. La Asociación surge al detectar que la situación de las mujeres frente al mundo laboral es desigual y que, mientras estas condiciones de desventaja no desaparezcan, es necesario seguir trabajando en la educación, formación y promoción de las mujeres.
En 2004 participó en la creación de la Asociación de Mujeres Empresarias Cooperativistas (AMECOOP-Andalucía). Es miembro de la directiva desde el inicio y Vicepresidenta desde 2009.
Ha sido pionera al ser la primera mujer en asistir a mesas de concursos públicos, trabajando en la igualdad de sueldos para mujeres y hombres en el convenio, en la introducción de hombres en el sector de la limpieza de edificios públicos y de las tareas de cuidado de personas dependientes.
También presta sus conocimientos a través de EIDA, la Asociación de Entidades de Inserción de Andalucía.
Desde diciembre de 2015 forma parte del Patronato de Fundación Caja General de Ahorros de Granada (CajaGranada Fundación), paritario y constituido con perfiles comprometidos con la realidad social y económica del territorio de ranada.

## Premios
Reconocimientos:
- Premio Mariana Pineda por la Igualdad entre Mujeres y Hombres (Granada, 2013)

Otorgado por el Ayuntamiento de Granada a propuesta de la Concejalía de Igualdad de Oportunidades y el Consejo Municipal de la Mujer para otorgar reconocimiento público a la labor desarrollada por personas, colectivos o entidades que hayan contribuido y destacado en la promoción de la igualdad de derechos y oportunidades entre mujeres y hombres en el municipio granadino. Se le concede “por su capacidad emprendedora en el ámbito laboral y del cooperativismo, por su lucha por la igualdad entre mujeres y hombres y contra la exclusión social, en especial de las mujeres en situación de vulnerabilidad”.
- Premio Meridiana (Sevilla, 2014)

Otorgado por el Instituto Andaluz de la Mujer de la Junta de Andalucía a la Mejor Iniciativa Empresarial del año.
Como presidenta y rostro visible de Sierra Nevada S. Coop. And., ha recogido los numerosos premios y reconocimiento que se ha concedido a la cooperativa, a sus los centros y a la Fundación Sierra Nevada.